# Абу-ль-Хасан Гаффари
Абуль Хасан Гаффари Кашани (известен также как Сани Оль Мольк и Абуль Хасан Второй; 1814 − 1866) — персидский художник.

## Биография
Абуль Хасан принадлежал к известному и влиятельному кашанскому клану Гаффари, давшему Ирану множество выдающихся личностей — политиков, художников, учёных. Он был старшим сыном в семье художника Мирзы Мухаммада Гаффари, и приходился внучатым племянником ещё одному художнику — Абуль Хасану Моставфи. Абуль Хасан Гаффари работал в самых разных техниках — писал маслом портреты, водяными красками миниатюры, а также занимался росписью лаковых шкатулок. В 1829 году в возрасте пятнадцати лет его отдали в обучение Михр Али, главному придворному художнику Фатх Али-шаха (1797—1834). Абуль Хасан довольно быстро освоил приёмы живописи. В 1842 году он написал портрет шаха Мухаммада (1834—1848), который понравился его величеству, и стал поводом для зачисления художника в придворные живописцы. К этому времени его стиль сформировался, и уже не менялся в течение всей жизни. В живописи маслом этот стиль можно считать продолжением манеры Михр Али; большинство его работ маслом — это портреты. Однако в создании миниатюр он проявил гораздо большую фантазию и изобретательность. Его миниатюрам свойственны оригинальность, натурализм и техническое совершенство. Особенно это касается портретной миниатюры.

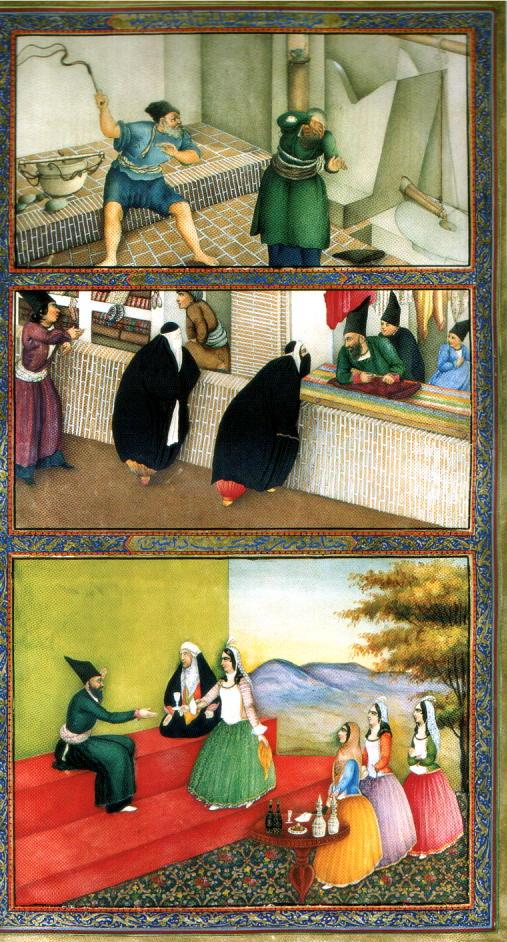
Миниатюры к сборнику «Тысяча и одна ночь» (1853). Тегеран, Библиотека дворца Гюлистан.

Как многие современные ему художники Абуль Хасан Гаффари проявлял повышенный интерес к европейскому искусству. Уехав из Персии в 1846 году, он несколько лет провёл в Европе, путешествуя по Италии, и знакомясь с творчеством местных мастеров в Риме, Флоренции, и Венеции. В 1850 году художник возвратился на родину. В этом же году его назначили на должность «наккаш-баши» (главный художник шахского двора). В этот период Абуль Хасан занимался преподаванием в Дар аль-Фонун (Обитель искусств) — высшем учебном заведении, открытом шахом Насир ад Дином (1848—1896); там обучали новейшим европейским наукам и художественным достижениям.
В 1853 году художник руководил грандиозным проектом по иллюстрированию знаменитого сборника рассказов «Тысяча и одна ночь». Множество миниатюр он выполнил собственноручно, но, кроме того, ему было поручено осуществлять контроль над всем проектом, в котором были задействованы 42 художника, создавшие на 1134 страницах книги 3600 иллюстраций. Вместе с тонким исполнением и блестящим колоритом, этим миниатюрам присуща одна особенность: сказочные персонажи и события перенесены в Тегеран XIX века, действие разворачивается в узнаваемых местах, а багдадский халиф очень похож на шаха Насир ад-Дина. Сегодня это замечательное произведение хранится в библиотеке дворца Гюлистан в Тегеране.
Другим крупным проектом, порученным Абуль Хасану четыре года спустя, было выполнение (совместно с учениками) стеновых росписей с изображением шаха Насир ад Дина на троне, вокруг которого расположились его сыновья, министры, множество придворных, и иностранные послы (1856 год, Тегеран, музей Иран Бастан). В 1861 году Абуль Хасан был назначен главой персидского ведомства печати и официальной правительственной прессы. Под его руководством эта новая в иранской жизни отрасль претерпела ряд значительных улучшений и усовершенствований; им была издана серия прекрасных литографий с портретами принцев и государственных деятелей, а также с изображениями заслуживающих общественного внимания событий.
В 1860-е годы Абуль Хасан больше занимался административной деятельностью, чем рисованием картин. В 1861 году ему был пожалован титул Сани Оль-Мольк, под которым он известен, возможно, даже шире, чем под своим настоящим именем, а затем предоставлено здание, в котором Абуль Хасан открыл собственную школу живописи. Его реноме ещё более возросло в 1864 году, когда он был назначен инспектором всех печатных учреждений страны. В 1866 году Абуль Хасан взял на себя заботу об ещё трёх официальных журналах и был назначен заместителем министра по науке. Возможно, большое напряжение, которого требовали столь обширные обязанности, привело к тому, что здоровье художника не выдержало, и в том же 1866 году он скончался. Трое его сыновей — Асадулла Хан, Сайфулла, и Яхья Хан пошли по стопам отца, и стали художниками.

## Галерея

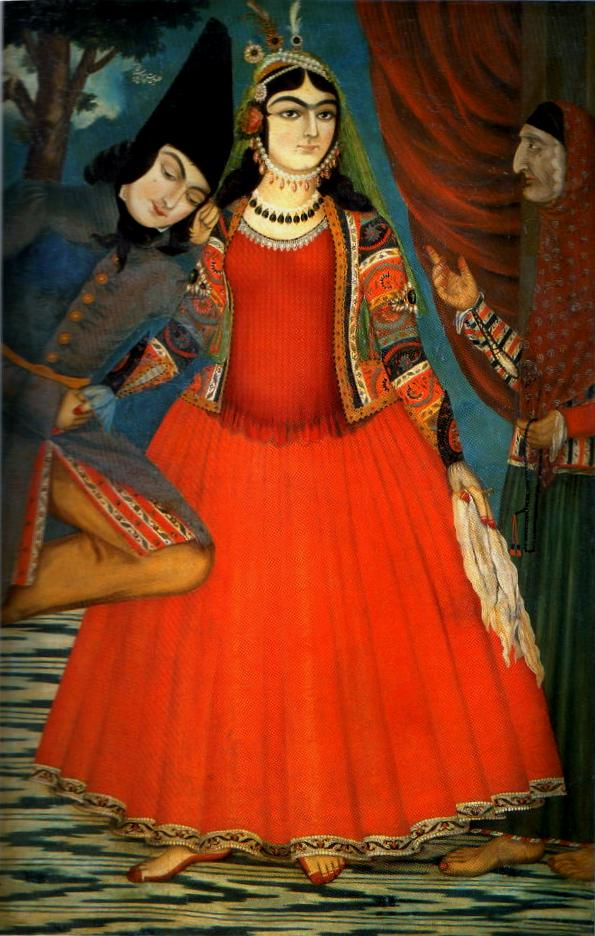
Двое юных влюблённых (1843). Холст, масло. Тегеран, дворец Гюлистан
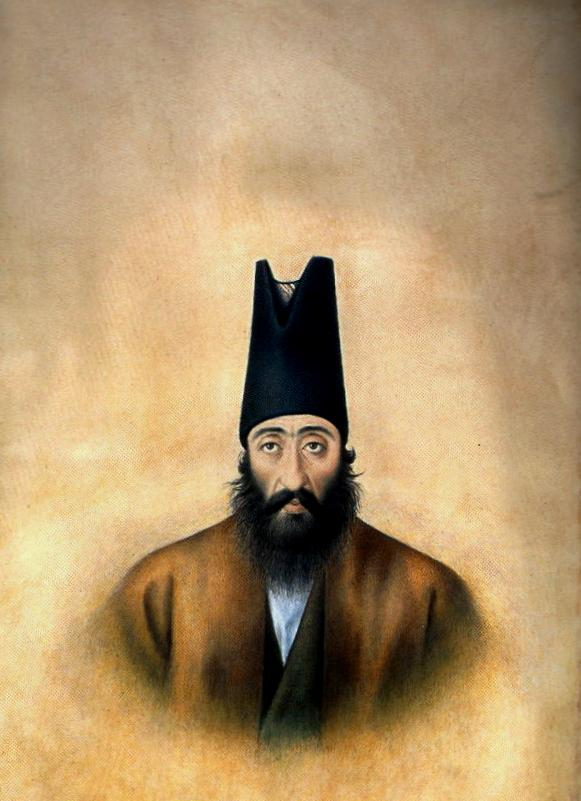
Мирза Юсеф Мостофи-оль-Мамалек (1860-е годы), премьер министр Персии (1859-1870). Миниатюра. Тегеран, Музей Малека.
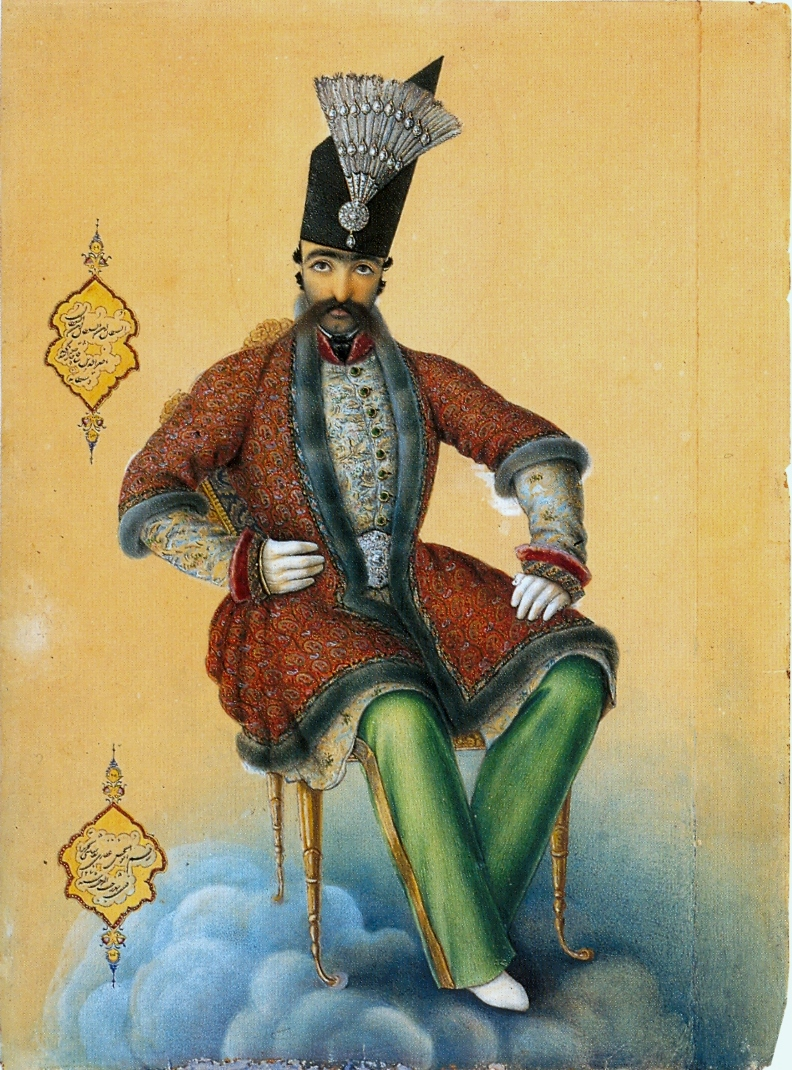
Молодой Насир ад-Дин шах (1854). Миниатюра. Лувр, Париж.